# 蘇斯巴赫河
46°36′56″N 7°54′09″E / 46.61544°N 7.90241°E
蘇斯巴赫河是瑞士的河流，位於該國中西部，流經伯恩州，屬於白呂奇訥河的左支流，河道全長8.9公里，流域面積20.9平方公里，河口處在勞特布倫嫩以北。